# Ulissipo
Ulissipo – poemat autorstwa portugalskiego pisarza Antónia de Sousa de Macedo, opublikowany w 1640 roku. Opowiada o Lizbonie, założonej przez mitycznego Odyseusza i cieszącej się opieką Słońca i Opatrzności, a gnębionej wrogością Plutona. Poemat czerpie wzór z wcześniejszych Luzjad Luísa Vaz de Camões, opowiadających o podróżach Vasco da Gamy. Na tekst składa się 14 pieśni, pisany jest w oktawach (oitava-rima), czyli w typowych dla epiki renesansowej i barokowej strofach ośmiowersowych, rymowanych abababcc.